# Мелехов, Иван Степанович
Иван Степанович Мелехов (15 сентября 1905, Приморский район или Архангельский уезд, Архангельская губерния — 6 декабря 1994, Москва) — учёный-лесовод, доктор сельскохозяйственных наук (1944), профессор (1944), академик ВАСХНИЛ (1956), заслуженный деятель науки РСФСР (1967). Депутат Верховного Совета СССР 5-го созыва (1958—1962). Организатор и первый директор Института леса и лесохимии АН СССР.

## Биография
Родился в д. Жаровиха Архангельской губернии.
После окончания Ленинградской лесотехнической академии (1930) работал в новообразованном Архангельском лесотехническом институте заведующим кабинетом лесоводства и, одновременно, ассистентом (1930—1932), позже — доцентом кафедры лесоводства и старшим научным сотрудником научно-исследовательского сектора (1932—1934). Брал уроки английского языка у ссыльного Волкова О. В., будущего писателя.Источник Олег Волков "Погружение во тьму" стр. 231-232
Одновременно был руководителем научных экспедиций лесной группы Северной базы АН СССР (1938—1942), заведующим кафедрой общего лесоводства (1934—1944) и кафедрой лесоводства (1944—1951, 1952—1958) Архангельского ЛТИ.
В 1951—1952 гг. — заведующий кафедрой лесоводства в Ленинградской ЛТА.
В 1957—1958 гг. — директор Северного отделения Института леса АН СССР.
В 1958—1962 гг. — организатор и первый директор Института леса и лесохимии АН СССР (Архангельск). Одновременно был депутатом Верховного Совета СССР 5-го созыва (1958—1962) от Архангельской области.
В 1962—1966 гг. — заместитель председателя Государственного комитета по лесной, целлюлозно-бумажной, деревообрабатывающей промышленности и лесному хозяйству при Госплане СССР. Одновременно (с 1962) возглавлял кафедру лесоводства в МЛТИ.
В 1965—1971 гг. — академик-секретарь Отделения лесоводства и агролесомелиорации ВАСХНИЛ.
В 1971—1992 гг. — профессор, заведующий кафедрой лесоводства МЛТИ.
В самом начале 1990-х ещё вёл лекции в институте, приезжал на них из Москвы на электричке.
Скончался 6 декабря 1994 года. Похоронен в Москве на Востряковском кладбище.

## Основные труды
- Некоторые труды на сайте Электронной библиотеки «Русский Лес».
- Мелехов И. С. Очерк развития науки о лесе в России. — М.: Изд-во АН СССР, 1957. — 208 с. — (Научно-популярная серия). — 8000 экз.
- Мелехов И. С. Лесоведение и лесоводство: Лекции на фак. повышения квалификации преподавателей лесотехн. вузов. — М.: б.и., 1972. — 178 с.
- Мелехов И. С. Лесоведение. — М.: Лесная промышленность, 1980. — 408 с. — (Для вузов). — 15 000 экз.

## Награды
- Награждён орденом Ленина, орденом Октябрьской Революции, двумя орденами Трудового Красного Знамени и многими медалями.
- Академией наук СССР награждён юбилейной медалью им. М. В. Ломоносова.
- Заслуженный деятель науки РСФСР (1967).
- За книгу «Лесоведение» в 1981 г. награждён Золотой медалью ВАСХНИЛ им. Г. Ф. Морозова и Дипломом почета главного комитета ВДНХ СССР.

## Память
В Архангельске на доме, где жил учёный (Набережная Северной Двины, 95), установлена мемориальная доска. В регионе проводятся традиционные научные «Мелеховские чтения».